# エフゲニー・イワノフ
エフゲニー・ミハイロヴィチ・イワノフ（ロシア語: Евгений Михайлович Иванов、Yevgeny Ivanov, 1926年1月11日 - 1994年1月17日）は、1950年代にロンドンのソ連大使館に勤務したソ連海軍武官。スパイ活動に従事していた。

## 経歴
プスコフ出身。父は赤軍の将校で、母はゴレニシェフ＝クトゥーゾフ一族に連なる貴族出身。
父と同様、軍人の道を進む。1953年の軍事外交アカデミー卒業後、ソ連軍参謀本部情報総局（GRU）に配属され、M.パホモフが指揮する在ノルウェー支局に派遣された。オスロでイワノフは、5年間働き、ノルウェー海軍の将校2人を徴募し、NATOに関する価値ある情報を入手することができた。
その後、1959年末に駐英海軍武官と補佐官がペルソナ・ノン・グラータを宣告されたことと関連して、海軍武官I.サクリキンの補佐官としてロンドンに赴任する。

## プロヒューモ事件
イギリス滞在時、彼は整骨療法医のスティーヴン・ウォードと友人関係を持つが、MI5はイワノフを潜在的な離反者と見なして接触し、ウォードに対して彼をイギリス側に寝返るよう説得するのを依頼した。
クリスティーン・キーラーがジョン・プロヒューモ（イギリス陸軍大臣）にクリーヴデンのパーティで出会った時、イワノフも同席していた。キーラーはイワノフとの関係を継続しながら、プロヒューモとも関係を持つに至った。当時東西冷戦はキューバ危機に関連して緊張の度合いを高めていた。ウォードとイワノフはキーラーに、アメリカの核ミサイルがいつ西ドイツに配備されるかプロヒューモに質問するよう話したと言われている。
ソ連スパイの情婦と関係を持ったイギリスの陸軍大臣に関するスキャンダル、プロヒューモ事件が公になった時、多くの変化が生じることとなった。個人的には、イワノフは妻と離婚することとなった。
一方モスクワに戻った彼に対してクレムリンはほとんど関心を示さず、1981年に退役し、1989年までAP「ノーヴォスチ」で働いた。家庭と職務の両方から拒絶されたイワノフは飲酒におぼれるようになった。
およそ30年後の1993年にイワノフはモスクワでキーラーと再会し夕食を共にする。彼はその後、プロヒューモから軍事機密を得ようとして彼女を利用したことに関して謝罪の手紙を送っている。

## 著書
- "The Naked Spy", Yevgeny Ivanov, Gennady Sokolov, Blake Publishing (1992/4/27) , ISBN 978-1857820096